# Hille (Ortschaft)
Hille ist eine Ortschaft der gleichnamigen Gemeinde im Kreis Minden-Lübbecke in Ostwestfalen-Lippe.
Er liegt nördlich des Mittellandkanals und des Wiehengebirges und südlich des Mindener Waldes. Im Osten grenzt Hille-Dorf an die Ortsteile Südhemmern, Nordhemmern und Holzhausen II sowie an den Stadtteil Friedewalde der Stadt Petershagen, im Norden an den Landkreis Nienburg in Niedersachsen, im Westen an die Städte Espelkamp und Lübbecke sowie im Süden an die Ortsteile Eickhorst und Unterlübbe.
Die Ortschaft Hille umfasst rund 40 Prozent des Gebiets der Gesamtgemeinde Hille. Dabei gehören neben dem Dorfkern selbst die meisten der un- oder sehr dünnbesiedelten Gebiete zu diesem Ortsteil, wie die Hiller Anteile an Großem Torfmoor und Mindener Wald und auch das entsiedelte Bundeswehrgelände Standortübungsplatz Hille-Wittloge. Am dichtbesiedelten Lübbecker Lößland hat die Ortschaft Hille indes keinen Anteil. Dadurch ist zu erklären, dass gerade die namensgebende und bei Weitem bevölkerungsreichste Ortschaft und das Verwaltungszentrum der Gemeinde Hille mit 97 Einwohnern/km² die mit Abstand geringste Bevölkerungsdichte aller Hiller Ortsteile aufweist.

## Geschichte
Erstmals wird Hille 1140 urkundlich erwähnt. Der Ort gehörte bis zu den Napoleonischen Kriegen zur Vogtei Börde im Amt Petershagen des Fürstentums Minden. Von 1807 bis 1810 war Hille Sitz des Kantons Hille im napoleonischen Satellitenstaat Königreich Westphalen. Von 1811 bis 1813 gehörte der Ort unmittelbar zu Frankreich und war Sitz der Mairie Hille im Arrondissement Minden des Departements der Oberen Ems. Hille fiel 1813 wieder an Preußen und kam 1816 zum neuen Kreis Minden. Im Kreis Minden gehörte die Gemeinde zum Amt Hartum.
Sie war flächenmäßig mit Abstand die größte Gemeinde im Kreis Minden.
Bevor die Gemeinde bei der kommunalen Neugliederung am 1. Januar 1973 Teil der neuen und deutlich größeren Gemeinde Hille wurde, hatte sie eine Fläche von 41,88 km² sowie 3767 Einwohner (31. Dezember 1972). Am 31. Dezember 2022 hatte der Ortsteil Hille-Dorf 4053 Einwohner. 

### Ortsvorsteher
Die Bevölkerung von Hille-Dorf wird gegenüber Rat und Verwaltung der Gemeinde Hille seit 1973 durch einen Ortsvorsteher vertreten, der aufgrund des Wahlergebnisses vom Rat der Gemeinde Hille gewählt wird. Zurzeit (2008) ist Herbert Heuer Ortsvorsteher.

### Söhne und Töchter der Stadt
- Friedrich Schonhofen (1921–1984), war ein deutscher Politiker

## Sehenswürdigkeiten

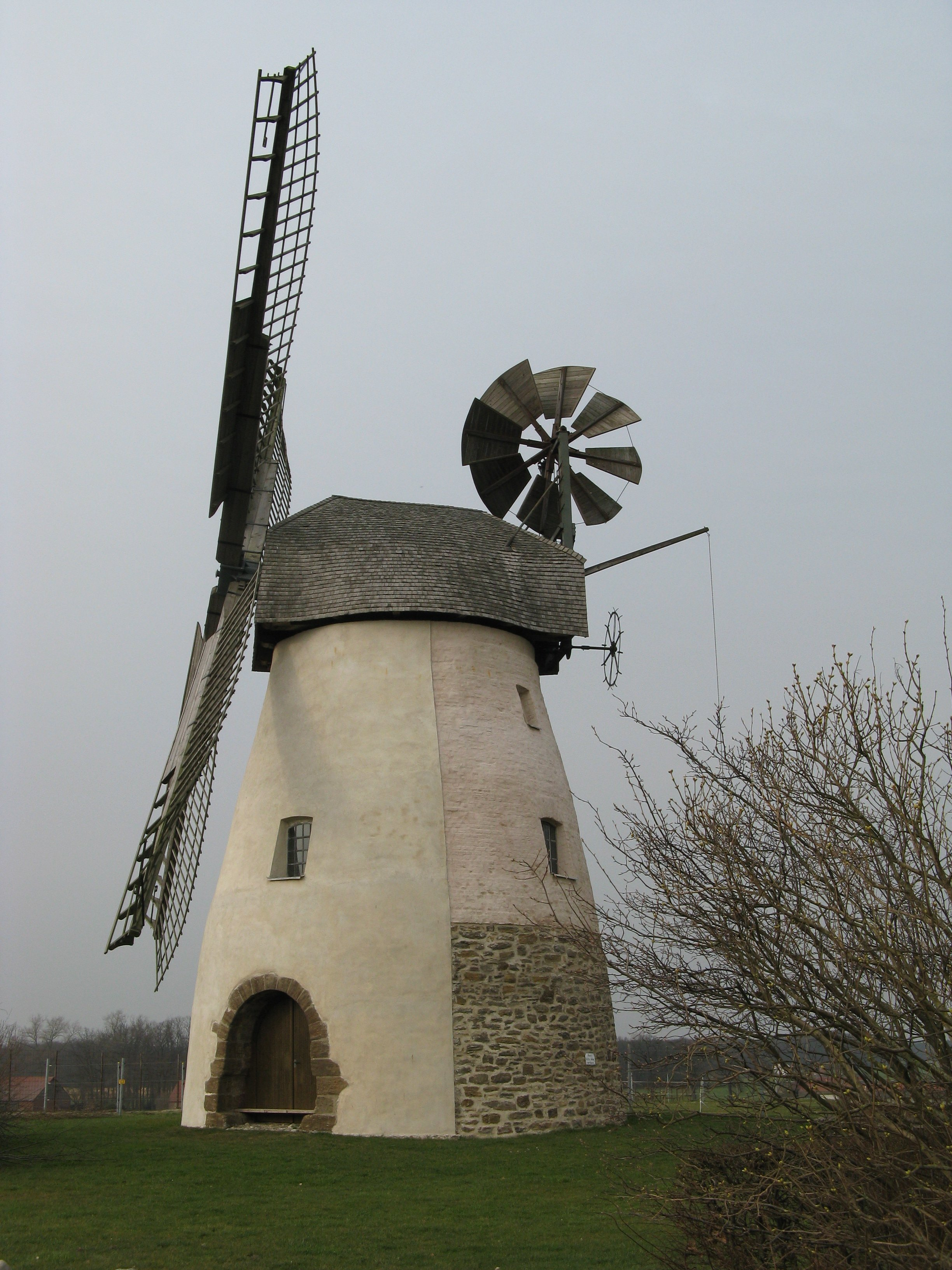
Windmühle Hille

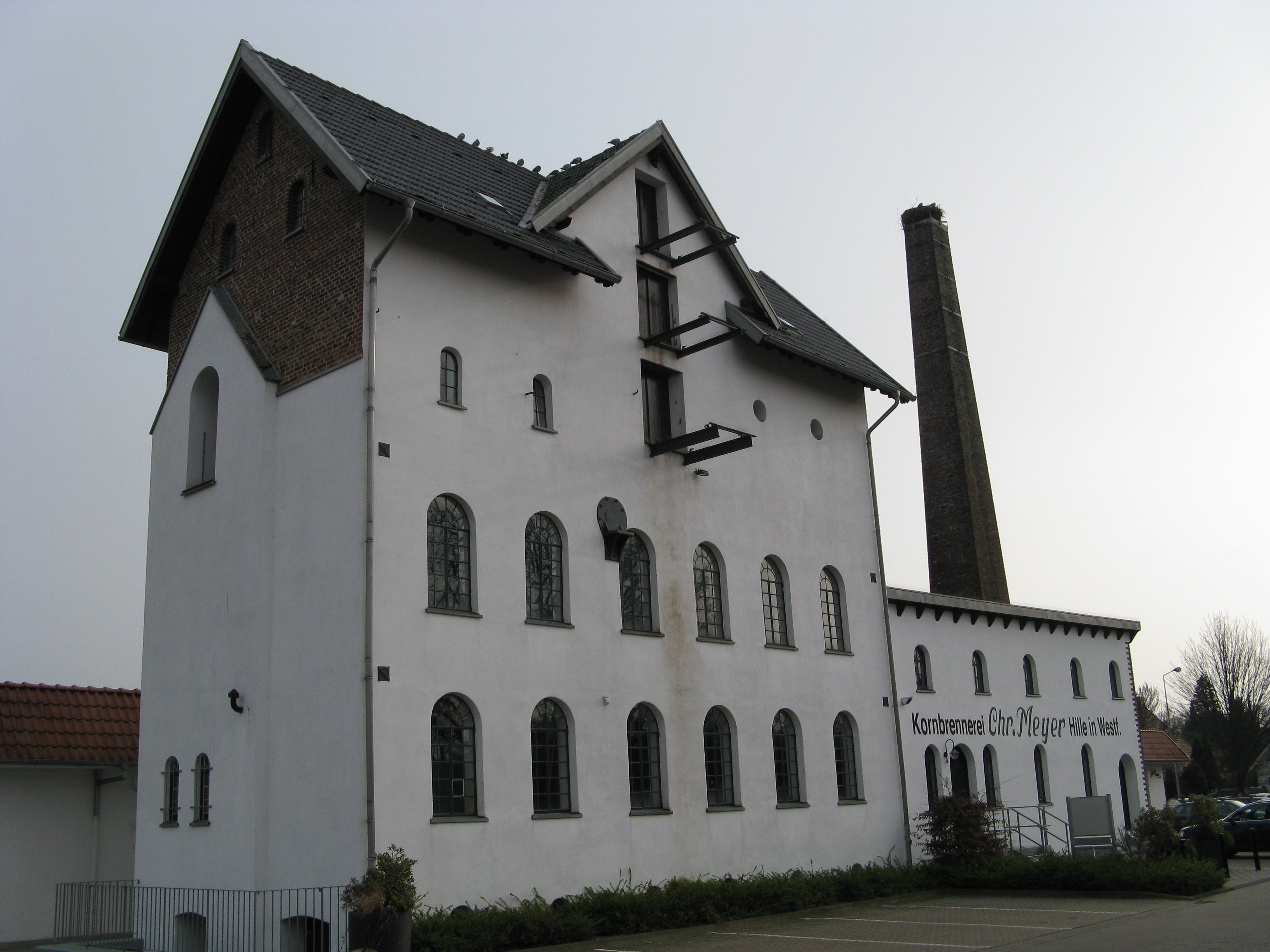
Kornbrennerei Meyer

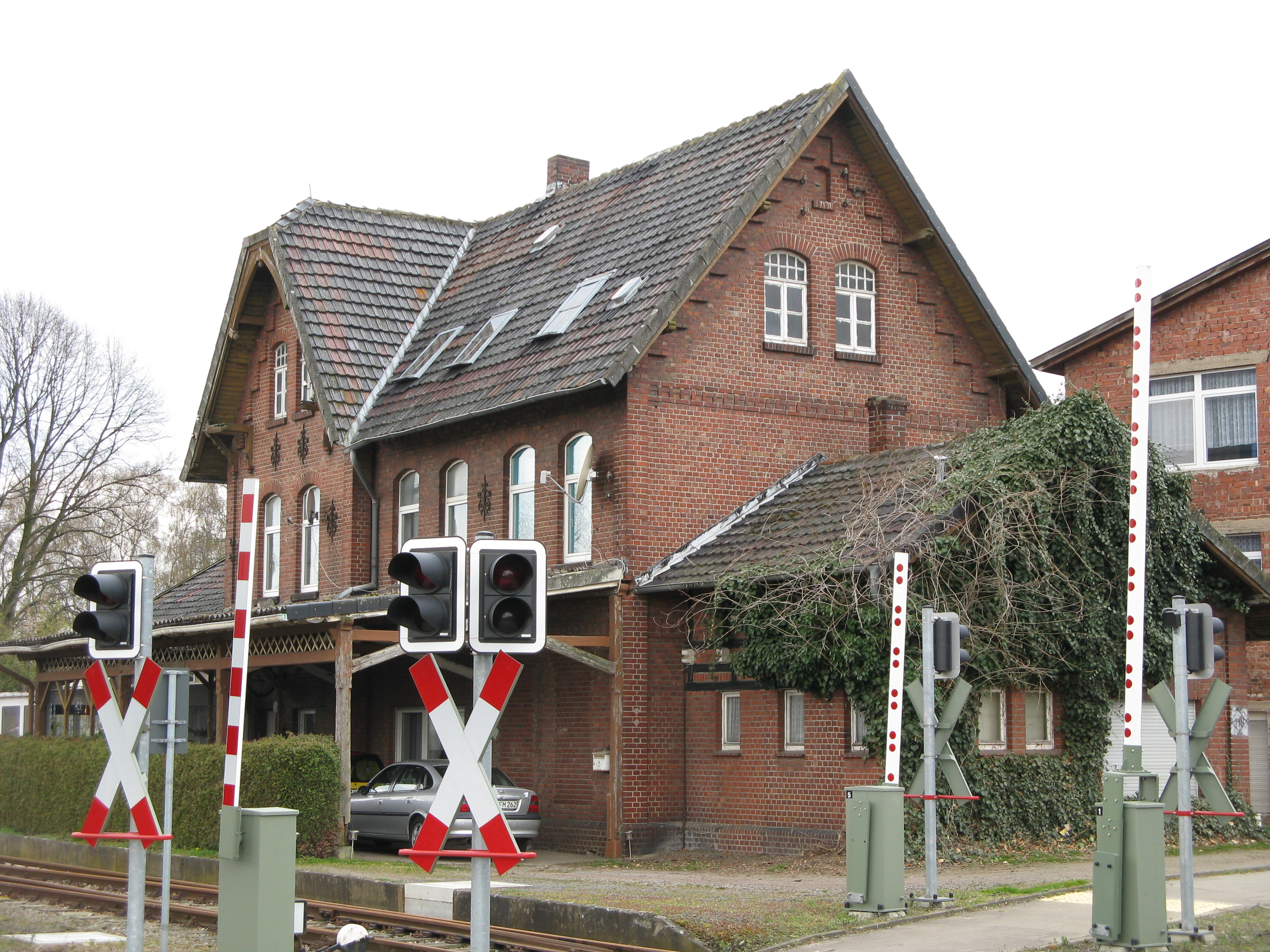
Alter Bahnhof

### Windmühle Hille "Auf der Höchte"
Der Erdholländer wurde 1733 erbaut. Der bauchig-konische Mühlenturm wurde im unteren Drittel aus Schieferbruchsteinen und darüber aus Feldbrandsteinen gemauert und war damit die zweite Mühle neben einer abgebauten Bockwindmühle im Ort. Heute ist er wetterseitig verputzt. Bis 1951 wurde die Mühle mit Flügeln betrieben, dann brach im Sturm ein Flügel ab und die Mühle wurde mit einem neben dem Gebäude stehenden Motor angetrieben. Bis 1956 auch ein Getriebeteil am Motorgang zerbrach und der Mühlenbetrieb gänzlich eingestellt wurde. Nach der Restaurierung hat die Mühle wieder windgängige "rechtsdrehende" Segelflügel, eine Besonderheit im Windmühlenbau, drehen sich doch sonst fast alle Flügel andersherum. Sowie eine Windrosenanlage mit zusätzlichem "Ziehrad".
Mit der Mühle gehört Hille zur Westfälischen Mühlenstraße und zur Mühlenroute.

### Ehemalige Brennerei Meyer
Die historische Brennereianlage der ehemaligen Kornbrennerei Meyer, die im Jahr 1721 gegründet wurde, wurde von 1995 bis 2002 restauriert. 1995 wurde das Brennereigebäude mit Kesselhaus und Kamin unter Denkmalschutz gestellt. Das Brennereimuseum ist, was die technische Einrichtung angeht, einzigartig in Ostwestfalen-Lippe. Auf dem Schornstein befindet sich ein Storchennest, das seit 2003 regelmäßig besetzt wird.

### Reimlers Hof

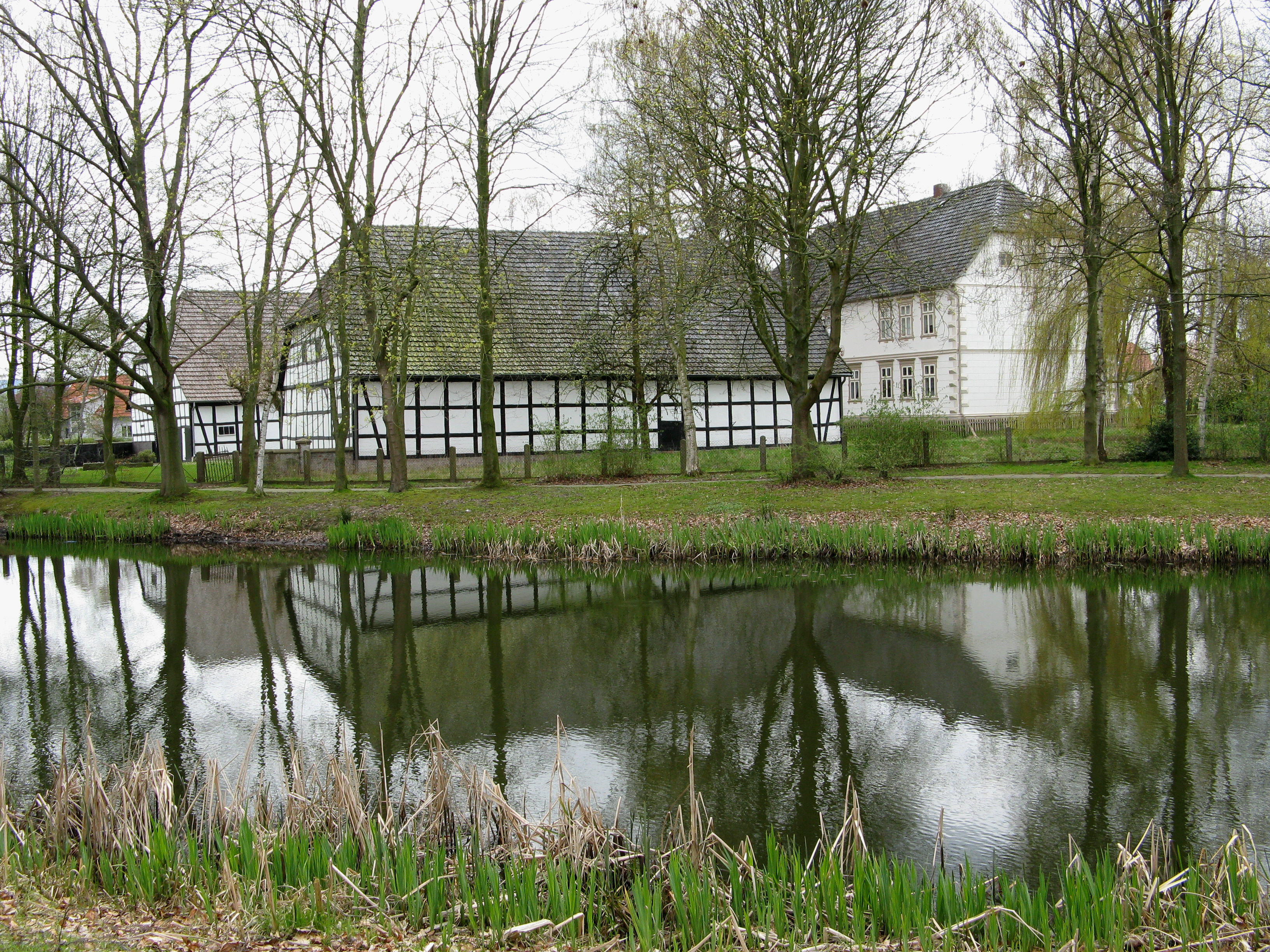
Reimlers Hof

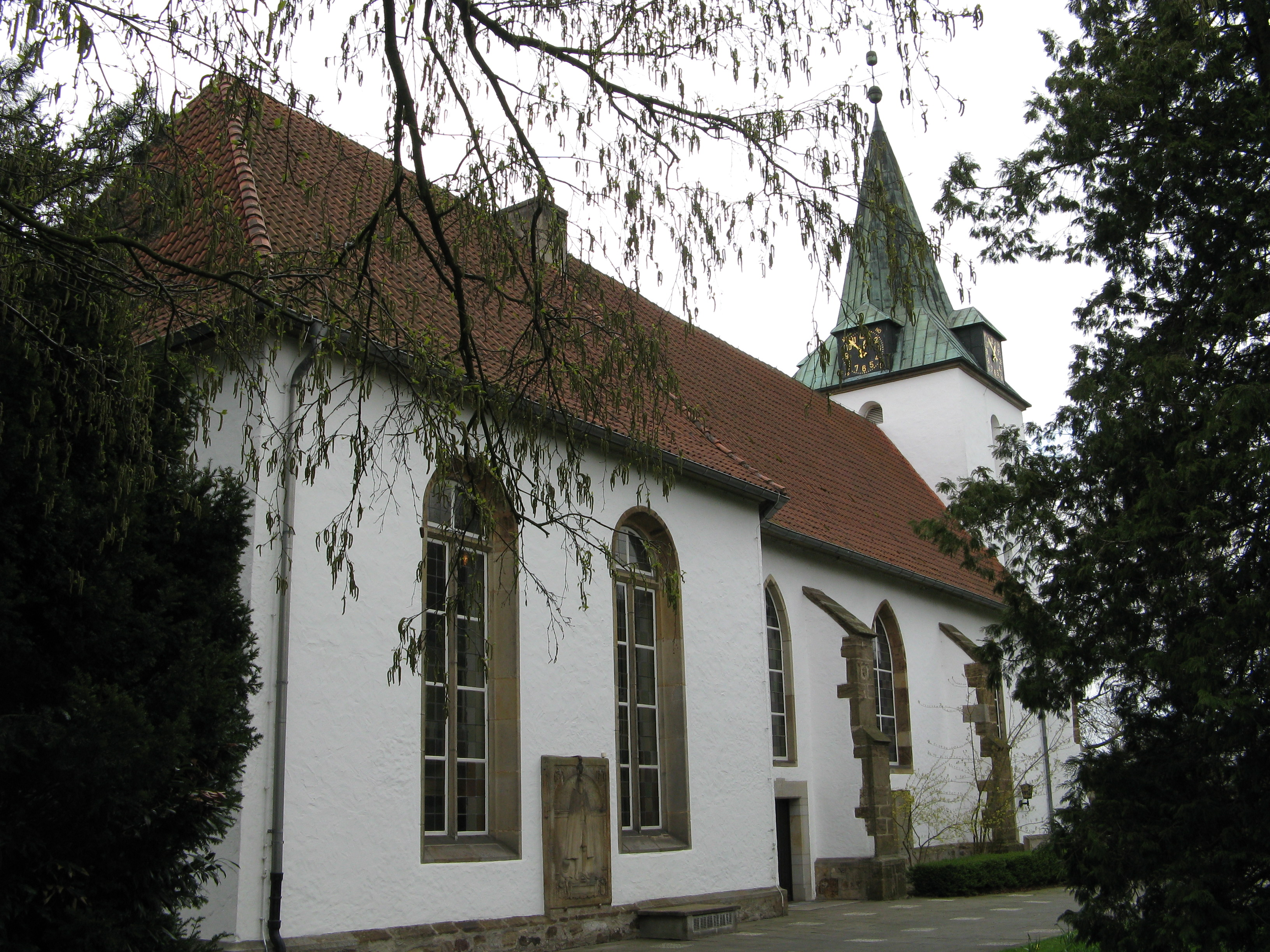
Ev. Kirche

Mitten im Ortskern liegt ein alter Adelshof, der heute als "Reimlers Hof" bekannt ist, aber auch – nach der Inschrift auf dem Torhaus – als "von Oeynhausen´scher Hof". Dem Ehepaar von Oeynhausen/Pohlmann gehörte der Hof um 1700. Danach wechselte er ein paar Mal den Besitzer bis ihn 1882 ein zu Geld gekommener Amerika-Rückkehrer namens Reimler erwarb. Ehemals gänzlich von einem breiten Wassergraben umgeben, existiert heute nur noch Reimlers Teich, auf dem schon viele Hiller Kinder das Schlitt- oder Gleitschuhlaufen lernten.
Ebenfalls sehenswert ist die evangelische Pfarrkirche in Hille aus dem Jahr 1523.